# 那賀川町古津
那賀川町古津（なかがわちょうふるつ）は、徳島県阿南市の大字。2010年10月1日現在の人口は208人、世帯数は65世帯。郵便番号は〒779-1234。

## 地理
阿南市の北部に位置。北は那賀川町手島、北から西は那賀川町原、東は那賀川町苅屋に接する。稲作中心の農村地帯であるが、ほとんどが兼業農家で、一部畜産、キュウリ・イチゴ等の施設園芸に取り組む。

## 歴史
2006年（平成18年）3月20日に那賀郡那賀川町が阿南市と合併し、阿南市那賀川町古津になる。

## 施設
- 阿南市立阿波公方・民俗資料館
- 平島館址
- 八幡神社

## 交通

### 道路
都道府県道
- 徳島県道27号阿南那賀川線
- 徳島県道128号阿南羽ノ浦線